# Дворец культуры ВЭФ
Дворец культуры ВЭФ (латыш. VEF Kultūras pils) — памятник архитектуры в стиле советского эклектизма, расположенный в Латвии, в Риге, построенное для крупнейшего в стране производственного объединения ВЭФ. Главный фасад здания обращён к улице Бривибас, а боковой фасад — к Густава Земгала гатве и Рижскому вагоностроительному заводу.
После восстановления независимости Латвии и ликвидации ПО «ВЭФ» ДК сохранился как Учреждение культуры Рижского самоуправления. Памятник архитектуры государственного значения.

## История
Здание строилось с 1951 года в непосредственной близости от завода и было открыто в 1960 году, тогда же получило название «Дворец культуры ВЭФ». Учреждение культуры открыло двери 1 марта 1960 года. В 1978 году название было изменено на «Дворец культуры и техники ВЭФ», но в начале 1990-х было возвращено прежнее название.

### Заводская самодеятельность
По формулировке энциклопедии «Рига», изданной в 1989 году, Дворец культуры и техники ВЭФ проводил «культурно-просветительскую работу среди рабочих и служащих производственного объединения ВЭФ и жителей города». На 1987 год насчитывалось 2500 участников на 56 коллективов, занимавшихся художественной самодеятельностью и прикладным искусством. Согласно статистическим данным, ежегодно ДК ВЭФ посещали около 65 000 человек.
Из коллективов, участвовавших в деятельности Дворца и отмеченных почётным званием народного, следует отметить:
- Хор «Рига» — смешанный хор Дворца культуры и техники ВЭФ и РМИ, звание заслуженного коллектива Латвийской ССР носил с 1977 года;
- Ансамбль «Ригас пантомима» — был основан в 1956 году, на 1988 год в нём насчитывался 21 участник;
- «Зелта сиетиньш» — детский танцевальный коллектив при Дворце культуры, в соответствии с идеей семи звёзд (Стожар) коллектив был разделён на семь разных возрастных групп;
- Народный театр Дворца культуры и техники ВЭФ — был основан в 1947 году;
- Народная киностудия — основанная в 1955 году, является одной из первых любительских киностудий в истории СССР; из известных фильмов, которые удостоились международных и всесоюзных премий, следует отметить «Разрез», «Всю жизнь и … ещё раз»; «Ночной трамвай». В большом количестве киностудия Дворца культуры ВЭФ снимала этнографические фильмы.
- Народная фотостудия — занималась фотопублицистикой и активно участвовала в международных выставках.
- Студия живописи «Варавиксне» («Радуга») — основана в 1961 году.
- Студия скульптуры «Дома» — основана в 1961 году, в основном работала в жанре портрета.

В то же время во Дворце регулярно устраивались популярные кинолектории, действовали клубы по интересам, работал Музей истории ВЭФ.

### Городской ДК
ДК ВЭФ в настоящее время является крупнейшим в Латвии культурным учреждением, в котором работают более 50 художественных коллективов, студий и клубов по интересам, охватывающих около 3000 человек самых разных возрастов. Его работу финансирует Рижская дума, однако занятия являются платными.

## Архитектурное описание
Строительство здания было полностью завершено в 1960 году. Архитектор — Николай Александрович Семенцов (1912—1988). Общая площадь ДК составляет 6878 кв. метров. Внутренняя планировка и интерьер пяти помещений являются памятником искусства государственного значения.
Здание выполнено в ранних советских архитектурных традициях эклектизма с преобладанием неоклассических форм. Также можно отметить очевидную перенасыщенность эклектическими деталями, которая смотрится довольно органично в условиях урбанистического ландшафта. Композиция объёмов Дворца отличается симметричностью. Зрительный зал, рассчитанный на 900 человек, отличается просторностью; в него включен балкон. Центральный фасад Дворца обращён к улице, представляет собой портик, акцентированный монументальными колоннами. Жёсткая привязка симметричной планировки здания к продольной оси несколько затрудняла рациональную организацию интерьеров здания. Для наружной отделки здания применяли естественный камень и штукатурку.

## Реконструкция
Реставрацию и реконструкцию Дворца культуры ВЭФ инициировала Рижская дума во главе с Нилом Ушаковым, поручив руководство работами Департаменту собственности и его директору Олегу Бурову. Работы стоимостью 12 млн евро проводились в 2016—2017 году, конкурс выиграла строительная фирма VELVE. На реконструкцию было получено софинансирование Европейского фонда регионального развития.
В ходе работ Дворец культуры ВЭФ получил просторные помещения для туалетов и в цокольном этаже, был отреставрирован и украшен декоративным освещением внешний фасад. Во внутренних помещениях были отреставрированы стены и потолки, заменён паркет, проведена реновация сцены и зрительного зала с использованием акустических панелей, построена студия звукозаписи, а также смонтированы новые внутренние инженерные коммуникации с системой отопления и кондиционирования воздуха. После реконструкции в Большом зале ДК сохранено 805 зрительских мест, в том числе 18 для инвалидов, в Малом зале соответственно 97 и 3 места. В помещениях для творческих коллективов одновременно могут заниматься до 400 человек.
|  |  |  |  |  |
|  |  |  |  |  |